# سونغ مي يونغ
سونغ مي يونغ (الكورية: 송미영) مواليد 16 يناير 1975، هي لاعبة كرة يد كورية جنوبية تلعب كحارس مرمى. مثلت منتخب كوريا الجنوبية لكرة اليد للسيدات.

## سجل المنافسة
شاركت في البطولات التالية:
- بطولة العالم لكرة اليد للسيدات 2013